# Le Père de famille (Goldoni)
Pour les articles homonymes, voir Le Père de famille.
Le Père de famille (Il padre di famiglia) est une comédie de Carlo Goldoni représentée pour la première fois en 1750.

## Traductions
La comédie a été traduite en français par Denis Fachard sous le titre Le Père de famille dans le recueil Comédies choisies de Carlo Goldoni, Librairie générale française, 2007.